# Crocidura planiceps
Crocidura planiceps es una especie de musaraña (mamífero placentario de la familia Soricidae).

## Distribución geográfica
Se encuentra en Nigeria, Uganda y, posiblemente también, en la República Democrática del Congo, Etiopía y el Sudán.